# 南岸 (維多利亞州)
南岸（英語：Southbank）屬維多利亞州墨爾本大都會的核心範圍內；位於墨爾本中央商務區以南1公里，如今已成為州內自治的地方政府所轄地之一。據2006年的普查，南岸人口有9,364；其名自地處雅拉河南岸而來。
南岸的前身是墨爾本的工業區。1990年代在都市更新計劃中，轉型成為一個人口高密度、有許多公寓大廈和商務大樓於此群聚的地區。許多落成於更早年代的建築亦重新翻修，從中保留了許多具歷史價值的建築物。  
南岸的最大特色是集中了墨爾本地區的別具特色的餐廳、娛樂和商務設施。岸邊兩旁皆有人行步道供遊客和市民作為散步、健走等休閒用途。

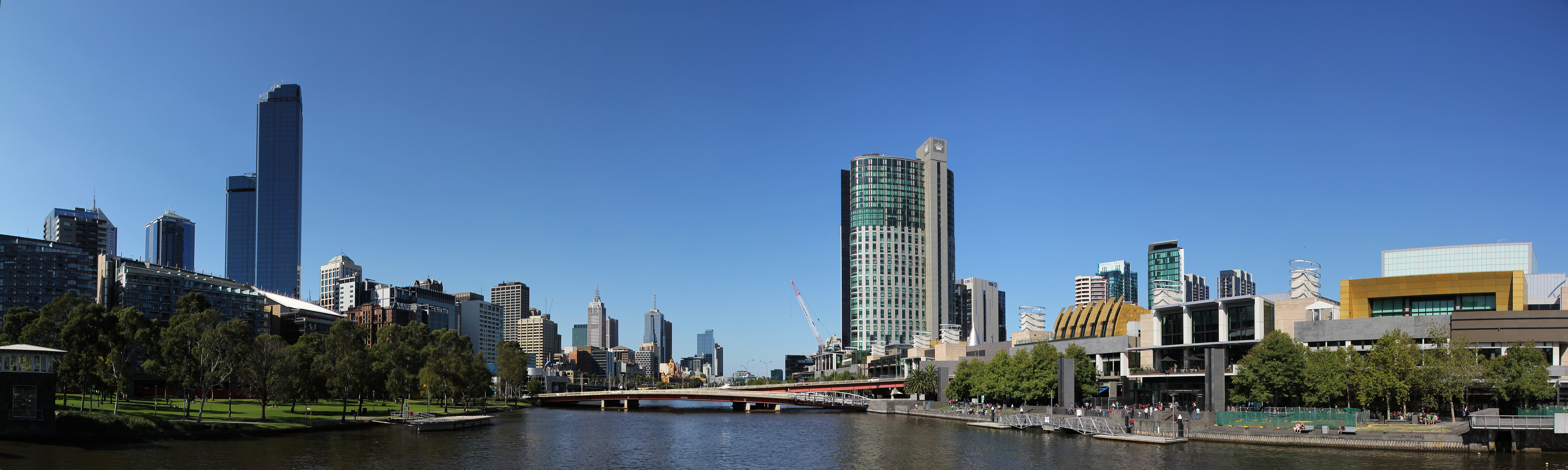
南岸的河邊步道

## 外部連結
- 南岸的歷史 （页面存档备份，存于）